# ラージナート・シン
ラージナート・シン（ヒンディー語: राजनाथ सिंह, ラテン文字転写: Rajnath Singh, 1951年7月10日 - ）は、インドの政治家。民族義勇団に長年所属する指導者で、所属しているインド人民党の理念であるヒンドゥトヴァを唱導している。

## 経歴
ウッタル・プラデーシュ州チャンダウリー県のバッバーウラ村にあるラージプートの農民の家に、父ラムバダン・シンと母グジャラーティ・デビとの間に生まれた。13歳で民族義勇団に加入。ゴーラクプル大学で物理学修士号を取得し、KB大学院大学で物理学の講師となった。
連邦議会議員として、ローク・サバー（代議院、下院）に2度（1994年 - 2001年、2002年 - 2008年）、ラージヤ・サバー（国家評議会、上院）に1度（2009年 - ）選出された。地方政治でも活躍し、ハイダーガルから選出されたウッタル・プラデーシュ州議会議員のままヴァージペーイー政権で閣外大臣を2度（道路交通・高速道路大臣、農業大臣）務めた。その後、ウッタル・プラデーシュ州首相に選出され、インド人民党の総裁を2度（2005年 - 2009年、2013年 - 2014年）務めた。第1次モディ内閣で内務大臣として入閣し、現在は第2次モディ内閣で国防大臣の任にある。
長男のパンカジは現在ウッタル・プラデーシュ州議会議員である。

## 脚注

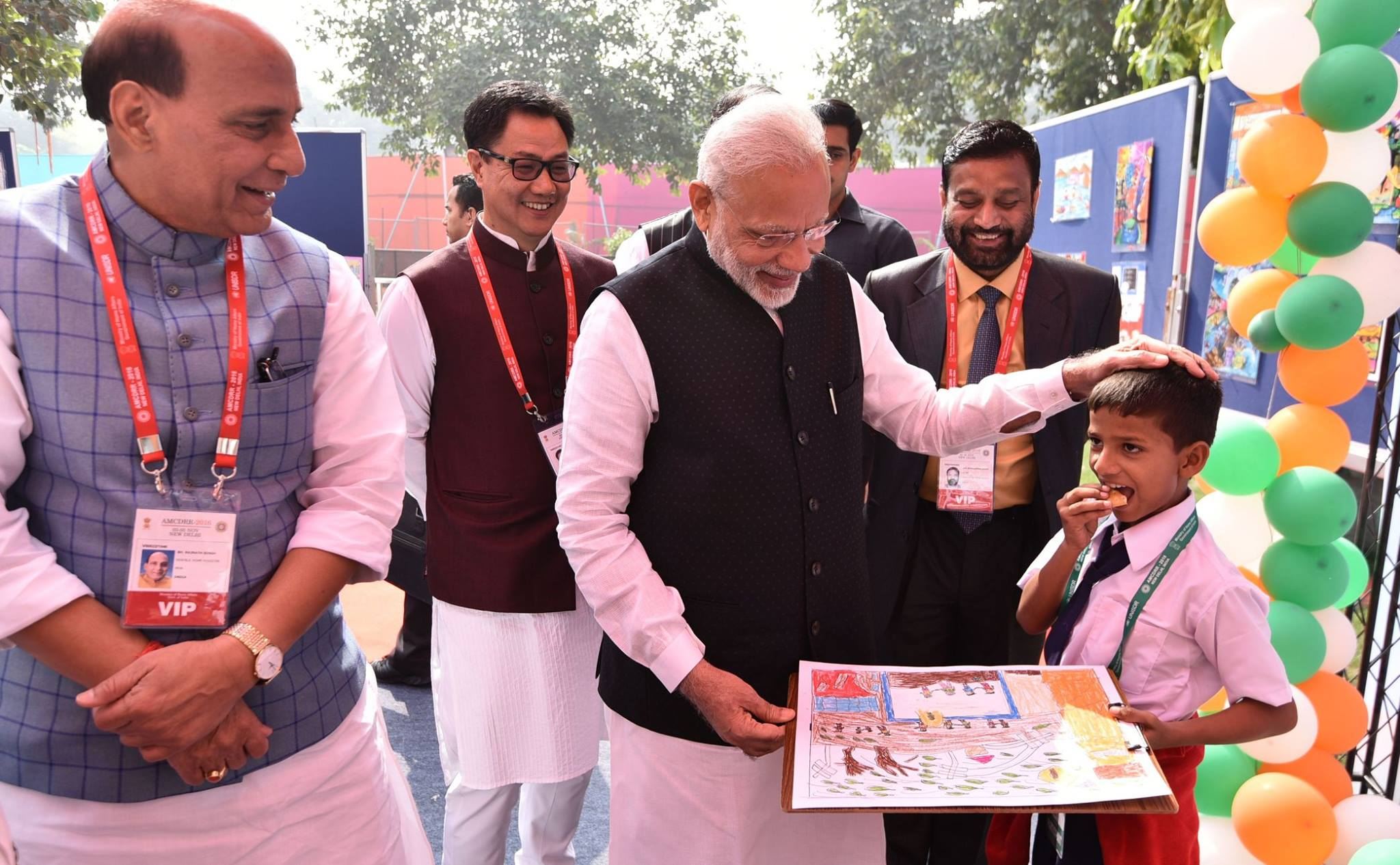
ニューデリーで開催された第7回アジア防災閣僚級会議におけるナレンドラ・モディ首相（中央）とキレン・リジジュ内務担当閣外大臣（後ろ）とシン（2016年11月）

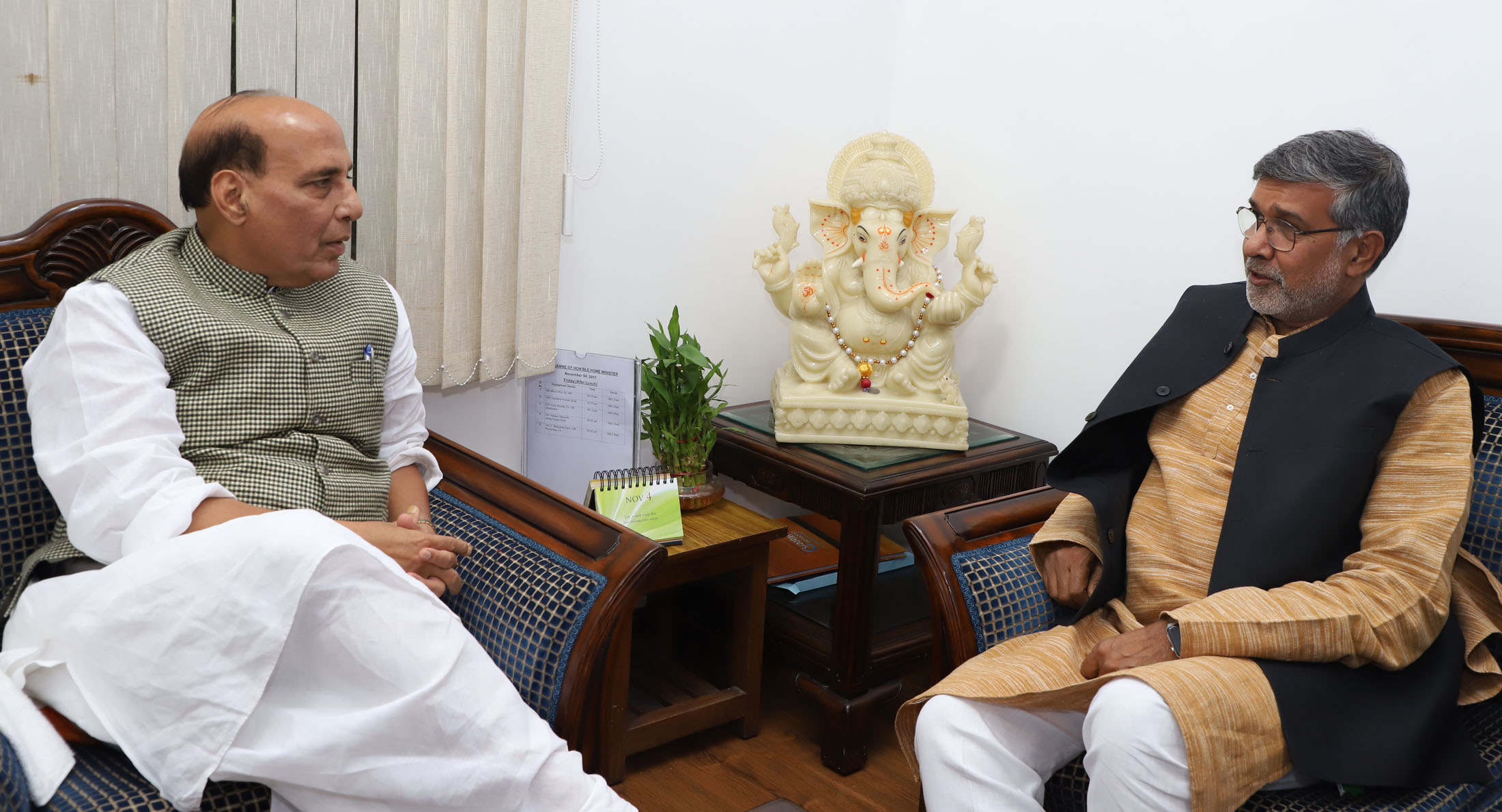
カイラシュ・サティーアーティと会見するシン（2017年11月）

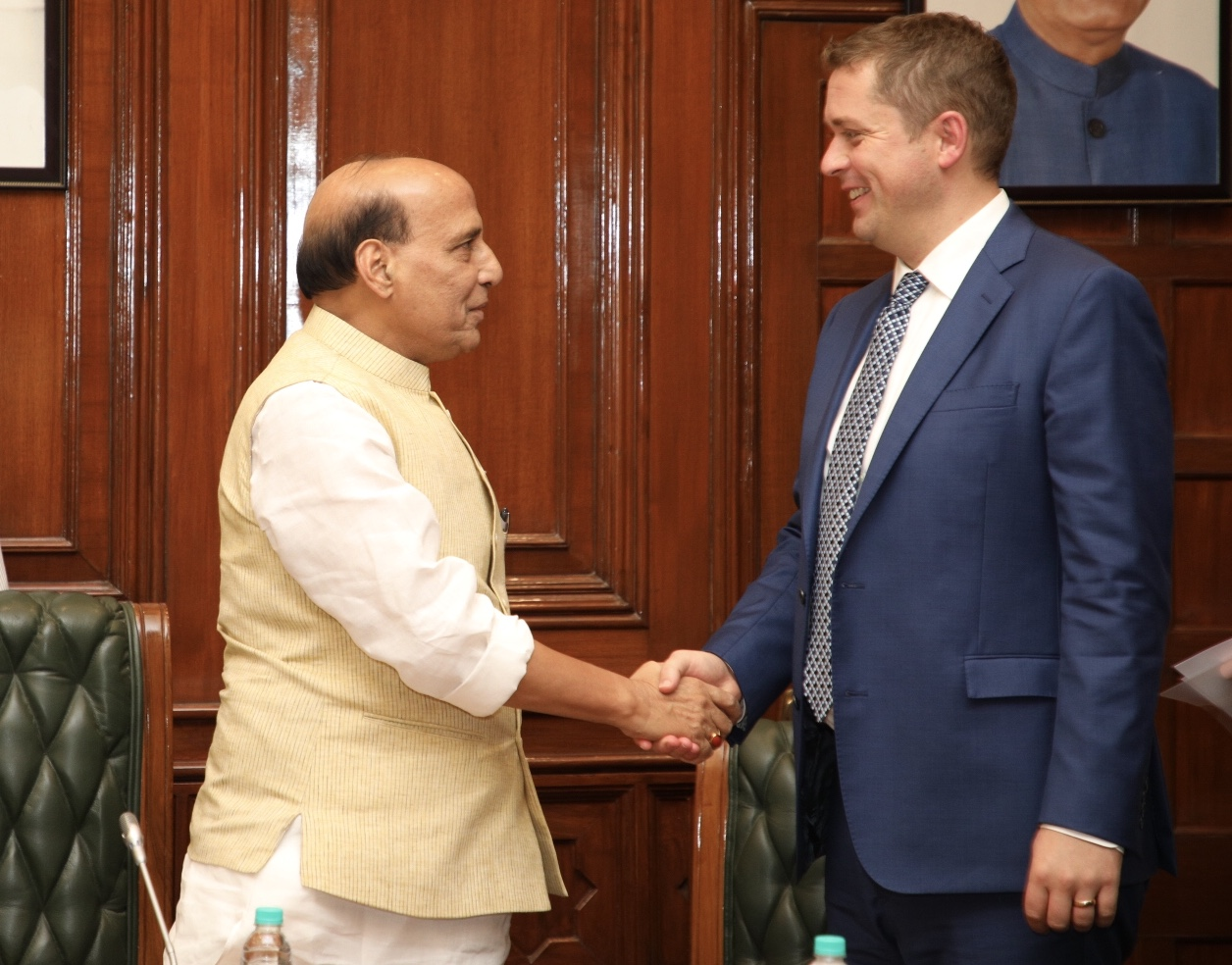
カナダ保守党のアンドリュー・シーア党首と会見するシン（2018年10月）

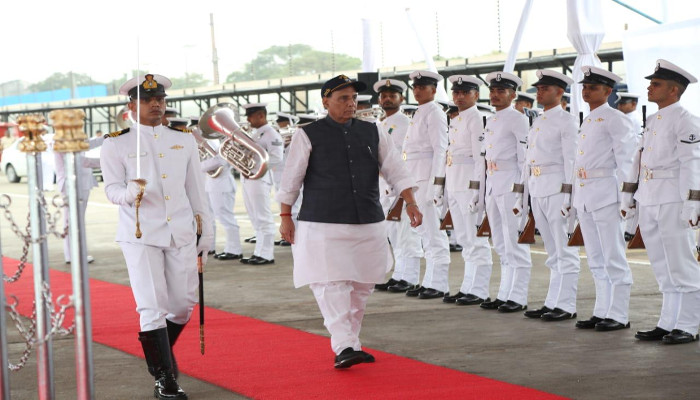
ムンバイでスコルペヌ型潜水艦カンデリに乗り込もうとするシン（2019年9月）